# Luigi Ruffo Scilla
Luigi Ruffo Scilla (ur. 25 sierpnia 1750 w Sant’Onofrio, zm. 16 albo 17 listopada 1832 w Neapolu) – włoski kardynał.

## Życiorys
Urodził się 25 sierpnia 1750 roku w Sant’Onofrio, jako syn Guglielma Ruffa i Lucrezii Reggii. Studiował na La Sapienzy, gdzie uzyskał doktorat utroque iure. 20 maja 1780 roku przyjął święcenia kapłańskie. Następnie został relatorem Świętej Konsulty i regentem Kancelarii Apostolskiej. 11 kwietnia 1785 roku został mianowany tytularnym arcybiskupem Apamei, a trzynaście dni później przyjął sakrę. W latach 1785–1793 był nuncjuszem apostolskim w Toskanii, a w okresie 1793–1800 – nuncjuszem przy cesarzu rzymskim. 23 lutego 1801 roku został kreowany kardynałem prezbiterem i otrzymał kościół tytularny Santi Silvestro e Martino ai Monti. 9 sierpnia 1802 roku został arcybiskupem Neapolu. W 1806 roku został wygnany ze swojej diecezji przez wojska francuskie i zesłany do Gaety. Trzy lata później został sprowadzony do Paryża, a następnie osadzony w Saint-Quentin. W 1813 roku został wysłany do Fontainebleau, a po dwóch latach wrócił do Neapolu. Zmarł 16 albo 17 listopada 1832 roku tamże.